# Хронологија СФРЈ јануар 1991.
Хронолошки преглед важнијих догађаја везаних за друштвено-политичка дешавања у Социјалистичкој Федеративној Републици Југославији (СФРЈ), као и општа политичка, друштвена, спортска и културна дешавања која су се догодила у току јануара месеца 1991. године.
| ← децембар '90 | ← децембар '90 | ← децембар '90 | ← децембар '90 | ← децембар '90 | ← децембар '90 | ← децембар '90 | ← децембар '90 | Хронологија СФРЈ током 1991. | Хронологија СФРЈ током 1991. | Хронологија СФРЈ током 1991. | Хронологија СФРЈ током 1991. | Хронологија СФРЈ током 1991. | Хронологија СФРЈ током 1991. | Хронологија СФРЈ током 1991. | Хронологија СФРЈ током 1991. | Хронологија СФРЈ током 1991. | Хронологија СФРЈ током 1991. | Хронологија СФРЈ током 1991. | Хронологија СФРЈ током 1991. | Хронологија СФРЈ током 1991. | Хронологија СФРЈ током 1991. | Хронологија СФРЈ током 1991. | фебруар → | фебруар → | фебруар → | фебруар → | фебруар → | фебруар → | фебруар → | фебруар → |
| У              | С              | Ч              | П              | С              | Н              | П              | У              | С                            | Ч                            | П                            | С                            | Н                            | П                            | У                            | С                            | Ч                            | П                            | С                            | Н                            | П                            | У                            | С                            | Ч         | П         | С         | Н         | П         | У         | С         | Ч         |
| 1              | 2              | 3              | 4              | 5              | 6              | 7              | 8              | 9                            | 10                           | 11                           | 12                           | 13                           | 14                           | 15                           | 16                           | 17                           | 18                           | 19                           | 20                           | 21                           | 22                           | 23                           | 24        | 25        | 26        | 27        | 28        | 29        | 30        | 31        |

## Догађаји

### 3. јануар
- У Перту (Аустралија), од 3. до 13. јануара, одржано  светско првенство у ватерполу. Репрезентација Југославије, у саставу: Александар Шоштар, Ренцо Посинковић, Виктор Јеленић, Игор Милановић, Душан Поповић, Витомир Падован, Мирко Вичевић, Мислав Безмалиновић, Дубравко Шименц, Васо Суботић, Горан Рађеновић, Перица Букић, Анто Васовић и тренер Стаменић, освојила је златну медаљу (другу по реду, од укупно две на светским првенствима). Друго и треће место заузеле су репрезентације Шпаније и Мађарске.

### 4. јануар
- Одлуком Милана Бабића председника Извршног већа САО Крајине формиран Секретаријат унутрашњих послова (СУП) Крајине, који је обухватао милицијске испоставе у Книну, Обровцу, Бенковцу, Грачацу, Титовој Кореници, Двору на Уни, Војнићу, Глини и Костајници. За начелника СУП Крајине постављен је Милан Мартић.
- У Загребу умро Звонко Лепетић (1928—1991), познати југословенски и хрватски глумац.

### 5. јануар
- У Београду умро Васко Попа (1922—1991), песник, дописни члан Српске академије наука и уметности и један од оснивача Војвођанске академије наука и уметности. Сахрањен је у Алеји заслужних грађана на Новом гробљу у Београду.[1]
- У Београду умро Југ Гризељ (1927—1991), новинар и уредник листа НИН, један од оснивача листа Време, филмски сценариста и бивши председник Удружења новинара Србије.[2]

### 6. јануар
- На Плитвичким Језерима из Спомен-дома бораца и омладине Шесте пролетерске дивизије Никола Тесла, група припадника Српске демократске странке однела трофејно оружје из Другог светског рата.
- У Београду умро Марко Никезић (1921—1991), друштвено-политички радник, бивши савезни секретар за иностране послове (1965—1968) и председник ЦК Савеза комуниста Србије (1968—1972). Под оптужбом за „анархо-либерализам“, октобра 1972, смењен је са свих функција и пензионисан. Сахрањен је на Новом гробљу у Београду.[3]

### 7. јануар
- У Шидским Бановцима, код Вуковара, формирано Српско национално вијеће за Славонију, Барању и Западни Срем.

### 9. јануар
- Председништво СФРЈ донело наредбу о разоружавању и расформирању свих оружаних формација на територији Југославије, које се нису налазиле у саставу оружаних снага СФРЈ или органа унутрашњих послова и чија организација није утврђена у складу са савезним прописима, у року од 10 дана (до 19. јануара). Власти Словеније и Хрватске одбиле су да изврше расформирање оружани формација правдајући се да су оне легалне. МУП Словеније и МУП Хрватске су 20. јануара потписали договор о међусобној сарадњи.

### 10. јануар
- У Београду одржан састанак чланова Председништва СФРЈ са председником Савезног извршног већа Антом Марковићем и новоизабраним републичким председницима — Алијом Изетбеговићем (СР БиХ), Киром Глигоровом (СР Македонија), Миланом Кучаном (Словенија), Слободаном Милошевићем (Србија), Фрањом Туђманом (Хрватска) и Момиром Булатовићем (СР Црна Гора).

### 11. јануар
- У Београду одржана прва седница новоизабране вишепартијске Народне скупштине Србије, на којој је за председника Скупштине изабран Слободан Унковић (на функцији га је 5. јуна заменио Александар Бакочевић). На истој седници је Слободан Милошевић, дотадашњи председник Председништва СР Србије, преузео дужност председника Републике Србије.[4]
- У Београду умро Ратко Сарић (1916—1991), познати југословенски и српски позоришни и телевизијски глумац.[5]

### 23. јануар
- У Београду дошло до првог званичног сусрета председника Србије Слободана Милошевића и председника Хрватске Фрање Туђмана.

### 24. јануар
- Тајним гласањем чланови Југословенске академије знаности и умјетности (ЈАЗУ) изгласали одлуку о преименовању академије у Хрватска академија знаности и умјетности (ХАЗУ).

### 25. јануар
- На Телевизији Београд приказана специјална емисија Шта је истина о наоружавању ХДЗ у Хрватској у којој су објављени аудио и видео-снимци Мартина Шпегеља, пензионисаног генерал-пуковник ЈНА и министра одбране у Влади Хрватске, и његових сарадника из октобра 1990, које је снимила Контраобавештајна служба (КОС). Видео-снимци су били веома компромитујући за читав државни врх Хрватске (Афера Шпегељ), а посебно за Шпегеља и Јосипа Бољковца, министра унутрашњих послова у Влади Хрватске који су приказни на снимцима и који су активно учествовали у илегалном увозу наоружања преко Мађарске, Аустрије, Италије и лука на Јадрану. Савезне власти су захтевале хапшење Шпегеља, због чега се он склонио у Аустрију.

### 27. јануар
- Собрање СР Македоније изабрало Киру Глигорова за председника СР Македоније, а Љупча Георгијевског за потпредседника.